# Bandeira de Vologda
A Bandeira de Volgda é um dos símbolos oficiais do Oblast de Vologda, uma subdivisão da Federação Russa. Foi aprovada em 5 de dezembro de 1997. Seu desenho bem como hasteamento e exibição são regulamentados pela lei regional "Quanto à bandeira do Óblast de Vologda".

## Descrição
Seu desenho consiste em um retângulo de proporção largura-comprimento de 2:3 com fundo branco contendo a imagem do brasão de armas do óblast no canto superior esquerdo (mastro). Ao longo do lado oposto há uma faixa vermelha de largura igual a 1/5 do comprimento total da bandeira.